# Giulio Berruti
Giulio Maria Berruti (Roma 27 de septiembre de 1984) es un actor y modelo italiano, más conocido por haber protagonizado la serie de época La Figlia de Elisa Ritorno a Rivombrosa y la trilogía de El Infierno de Gabriel del escritor canadiense Sylvain Reynard.

## Biografía
Estudió en la Facultad de Odontología.

## Carrera
A partir de 1998 trabajó como modelo, participó en desfiles y en una campaña publicitaria internacional con Bruce Weber.
En 2003 debutó en el cine cuando obtuvo un pequeño papel en la película The Lizzie McGuire Movie, donde interpretó a un joven italiano. En 2007 saltó a la fama cuando se unió al elenco principal de la serie La figlia di Elisa - Ritorno a Rivombrosa, donde dio vida al marqués Andrea Van Necker-Casalegno.
En 2010 apareció en la película romántica Bon appétit, donde dio vida a Hugo. En 2014 fue protagonista en la película comedia-romántica Walking on Sunshine, donde interpretó a Raf.
En primavera de 2020 la plataforma digital Passionflix lanzará la serie "El infierno de Gabriel" basada en la novela romántica erótica del escritor canadiense Sylvain Reynard, donde Giulio interpretará el papel del protagonista Gabriel Emerson, un profesor especialista en la obra de Dante Alighieri con un pasado cargado de excesos y secretos que lo han convertido en un hombre solitario y torturado, durante un seminario que el dicta en la Universidad de Toronto, "conoce" a la estudiante de doctorado Julianne Mitchel de quien primeramente siente un rechazo sin entender por qué, luego por su mente aparecen recuerdos de un ángel de ojos castaños provocando en el una gran confusión. Gabriel no recuerda que el y Julia ya se habían conocido varios años antes.
En noviembre de 2021 se estrena en Passionflix la primera parte del segundo libro de la trilogía de Gabriel "El Éxtasis de Gabriel" (Gabriel's Rapture en inglés) dándole continuidad a la secuela.

## Filmografía

### Películas
- Lizzie McGuire - Da liceale a pop star (2003), dirigida por Jim Fall.
- Melissa P. (2005), dirigida por Luca Guadagnino.
- Scrivilo sui muri (2007), dirigida por Giancarlo Scarchilli.
- Deadly Kitesurf (2008), dirigida por Antonio De Feo.
- Bon appétit (2010), dirigida por David Pinillos.
- Monte Carlo (2011)
- Goltzius and the Pelican Company (2012), dirigida por Peter Greenaway.
- 10 regole per fare innamorare (2012)
- L'amore è imperfetto (2012)
- Walking on Sunshine (2014)
- Tutte lo vogliono (2015)
- Gabriel's Inferno (2020)
- Gabriel's Rapture (2021)

### Series de televisión
| Año  | Título                                                  | Personaje          | Notas                   |
| ---- | ------------------------------------------------------- | ------------------ | ----------------------- |
| 2014 | I segreti di borgo larici                               | Francesco Sormani  | 7 episodios             |
| 2013 | My Heaven Will Wait                                     | Agustin            | -                       |
| 2011 | Sangue caldo                                            | Manuele Signori    | 5 episodios             |
| 2011 | Angeli & diamanti                                       | Giuseppe           | 3 episodios - miniserie |
| 2010 | La figlia di Elisa - Ritorno a Rivombrosa Parte Seconda | Andrea Casalegno   | miniserie               |
| 2009 | Il falco e la colomba                                   | Giulio Branciforte | 6 episodios             |
| 2007 | La figlia di Elisa - Ritorno a Rivombrosa               | Andrea Casalegno   | 8 episodios             |
| 2006 | La freccia nera                                         | Thomas             | miniserie               |

### Productor
| Año  | Título       | Notas              |
| ---- | ------------ | ------------------ |
| 2014 | Maid for You | productor asociado |

### Otros trabajos
- "Niente di speciale" - Videoclip de Daniele Stefani (2008).
- L'ospite perfetto - Room4'U (2008), dirigida por Cosimo Alemà y Daniele Persica - Miniserie de 40 episodios de 3 minutos - Premiere en el Roma Fiction Fest 2008.
- "Sangue e cuore" - Videoclip de Rino De Maria (2008).
- "Show me I'm your lover" - Videoclip
- "Mille Anni Luce" - Videoclip Luna Vincenti